# کوه شاستا
کوه شستا (به انگلیسی: Mount Shasta) کوهی در شمال کالیفرنیا است که به عنوان پنجمین کوه بلند کالیفرنیا و دومین بلندترین ارتفاع کسکیدز است.
این کوه در جنگل ملی ترینیتی-شستا قرار دارد.